# Ковальський Іван Мартинович
Іван Мартинович Ковальський (рос. Иван Мартынович Ковальский, 1850 — 2 (14) серпня 1878) — російський революціонер-народник. Син священика. Народився в 1850 році в с. Соболівці (Гайсинського повіту, Подільської губернії).

## Біографія
Виховувався чотири роки у дворянському училищі в Чорноострові, в Подільській гімназії і в Подільській духовній семінарії. У 1869 році вступив до Новоросійського університету, з якого виключений через півроку за невзнос плати. Вступив коректором в редакцію «Николаевского вестника»; співпрацював в «Одеському Віснику», «Новоросійських Відомостях» і в «Отечественных записках».
Учасник «ходіння в народ». Вів пропаганду серед сектантів. Арештований 30 вересня 1874 року на станції Добре за відсутність дозволу на проживання. З жовтня 1874 року містився в Миколаєві в військово-морській в'язниці; в квітні 1875 року взятий на поруки, після чого втік. Притягнутий до дізнання у справі про пропаганду в імперії (193-х) за тримання рукописів антиурядового змісту і внаслідок політичної неблагонадійності. За височайшим повелінням 19 лютого 1876 року справа про нього вирішена в адміністративному порядку з постановою попереднього утримання під вартою і з подальшим особливим наглядом поліції.

## Гурток Ковальського
У кінці 1876 року Ковальський нелегально переїхав до Одеси, де жив під прізвищем Бончковского. Організував революційний гурток, до якого входили В. С. Ілліч-Світич, М. О. Віташевський, В. Д. Кльонов, сестри Олена і Віра Віттен, Л. М. Мержанова, О. В. Афанасьєва та ін. Гурток збирався на квартирі сестер Віттен на Садовій вулиці, 13 (будинок Каплуновського). Тут була організована друкарня, зберігалася нелегальна література, тиражі прокламацій. Розчарувавшись у «чистій» пропаганді, Ковальський ратував за «пропаганду справою» - збройний опір владі, роздачу народу зброї для підготовки повстання.